# Gérard de Dainville
Gérard de Dainville, né à  Dainville et mort à  Cambrai le 13 juin  1378, est un prélat français du XIVe siècle . Il est d'une famille illustre d'Artois et est le frère de Jean de Dainviile, chevalier, maître de l'hôtel des rois de France, Jean et Charles V, et de Michel de Dainviile, archidiacre d'Ostrevent, dans l'église d'Arras.
Il est nommé évêque de Arras en 1361 et fait son entrée l'année suivante. Gérard passe, en 1369, au siège de Thérouanne, et est enfin, en juin 1371, transféré à Cambrai et fait son entrée solennelle, le 8 mai 1372.
Le comté de Hainaut est alors dans la maison de Bavière. Le nouveau comte  Albert Ier de Bavière, reçoit de Gérard l'investiture que Charles IV l'avait autorisé à prendre. Les officiers de Gérard ont peu après un démêlé avec le chapitre, pour avoir emprisonné Robert de Noyers, franc servant. Sur la demande de l'évêque, le vicaire général chargé de cette affaire, obtient une conciliation en présence de Guillaume, nonce du pape et évêque de Carpentras. Une autre difficulté survient en 1375, entre le magistrat de Cambrai, à l'occasion d'une prorogation de maltôte ou assive, ordonnée du consentement de l'évêque sans celui du chapitre. En 1377 il reçoit l'empereur Charles IV dans sa ville. Gérard de Dainville promit, en 1378, obéissance à l'Église de Reims, mais meurt la même année.

## Source
- La France pontificale, Cambrai,  pp. 200 ff.